# ジャムシェードプルFC
ジャムシェードプルFC（Jamshedpur Football Club）は、インドのジャールカンド州ジャムシェードプルをホームタウンとするサッカークラブである。

## 歴史
2017年、8チームで構成されていたインディアン・スーパーリーグ (ISL) は2017-18シーズンから新たに参加するチームを募集すると発表した。Iリーグ優勝経験があるベンガルールのベンガルールFCを含め、候補として挙げられていた10都市（アフマダーバード、ベンガルール、カタック、ドゥルガプル、ハイデラバード、ジャムシェードプル、コルカタ、ラーンチー、シリグリ、ティルヴァナンタプラム）のチームオーナーから入札があり、子会社のJSWスポーツを通してベンガルールFCを所有するJSWグループとジャムシェードプルを拠点とするタタ・フットボールアカデミーを通して若手選手を輩出してきたタタ・スチールが選ばれた。ベンガルールFCはIリーグからISLに移り、全インドサッカー連盟はAFCカップのプレーオフ出場権をISL優勝チームに付与することを発表した。タタ・スチールのチームはジャムシェードプルFCと呼ばれる。
2017年7月14日、ジャムシェードプルFCの監督にスティーヴ・コッペルが就任したことが発表された。7月23日にはチームのロゴが公開された。11月18日にインディラ・ガンディー陸上競技場で行われたノースイースト・ユナイテッドFC戦でISLデビューを果たし、0-0で引き分けた。第4節のデリー・ディナモスFC戦でISLでの初得点、初勝利を記録した。2017-18シーズンは最終節まで上位4チームで争うプレーオフに進出する可能性があったが、最終節にFCゴアに敗れて5位でシーズンを終えた。

## 歴代監督
- スティーヴ・コッペル[11] 2017-2018
- セサル・フェランド[12] 2018-2019
- アントニオ・イリオンド 2019-2020
- オーウェン・コイル 2020-

## 歴代所属選手
- アンドレ・ビケイ 2017-2018
- スブハシシュ・ロイ・チョウドフリー 2018-
- ティム・ケーヒル 2018-